# Delta xanthurum
Delta xanthurum är en stekelart som först beskrevs av Henri Saussure 1852.  Delta xanthurum ingår i släktet Delta och familjen Eumenidae.

## Underarter
Arten delas in i följande underarter:
- D. x. aneityense
- D. x. bequaerti
- D. x. erromangense
- D. x. vilense
- D. x. fidum